# Whitfield Crane
Whitfield Crane (Palo Alto, 19 januari 1968) is een Amerikaans zanger en frontman van de band Ugly Kid Joe.
- Biblioteca Nacional de España: XX4921491
- International Standard Name Identifier: 0000 0001 1795 3463
- Library of Congress Control Number: no2007149497
- MusicBrainz: 47c1278e-b331-47b1-bd02-6d3dd44a9baf
- Nationale Bibliotheek van Tsjechië: xx0078376
- Virtual International Authority File: 168857115
- WorldCat: E39PBJyrXDwcXJ9xcVVfjqChHC